# Scatella clavipes
Scatella clavipes är en tvåvingeart som först beskrevs av Wirth 1948.  Scatella clavipes ingår i släktet Scatella och familjen vattenflugor. Inga underarter finns listade i Catalogue of Life.